# Křivice (Týniště nad Orlicí)
Křivice (německy Kriwitz) je vesnice, část města Týniště nad Orlicí v okrese Rychnov nad Kněžnou. Nachází se asi 4 km na severovýchod od Týniště nad Orlicí. V roce 2009 zde bylo evidováno 87 adres. V roce 2001 zde trvale žilo 138 obyvatel.
Křivice je také název katastrálního území o rozloze 5,54 km2.

## Památky
- Sedm památkově chráněných usedlostí [6] či jejich částí, převážně zděných z 2. poloviny 19. století.
- Původně renesanční, barokně přestavěný kostel sv. Vavřince z roku 1759. Renesančně upravená loď a presbytář, opatřený lunetovou římsou s renesančním sgrafitem, datovaným 1565. Západní část s věží a nedaleká márnice barokní.

## Další fotografie

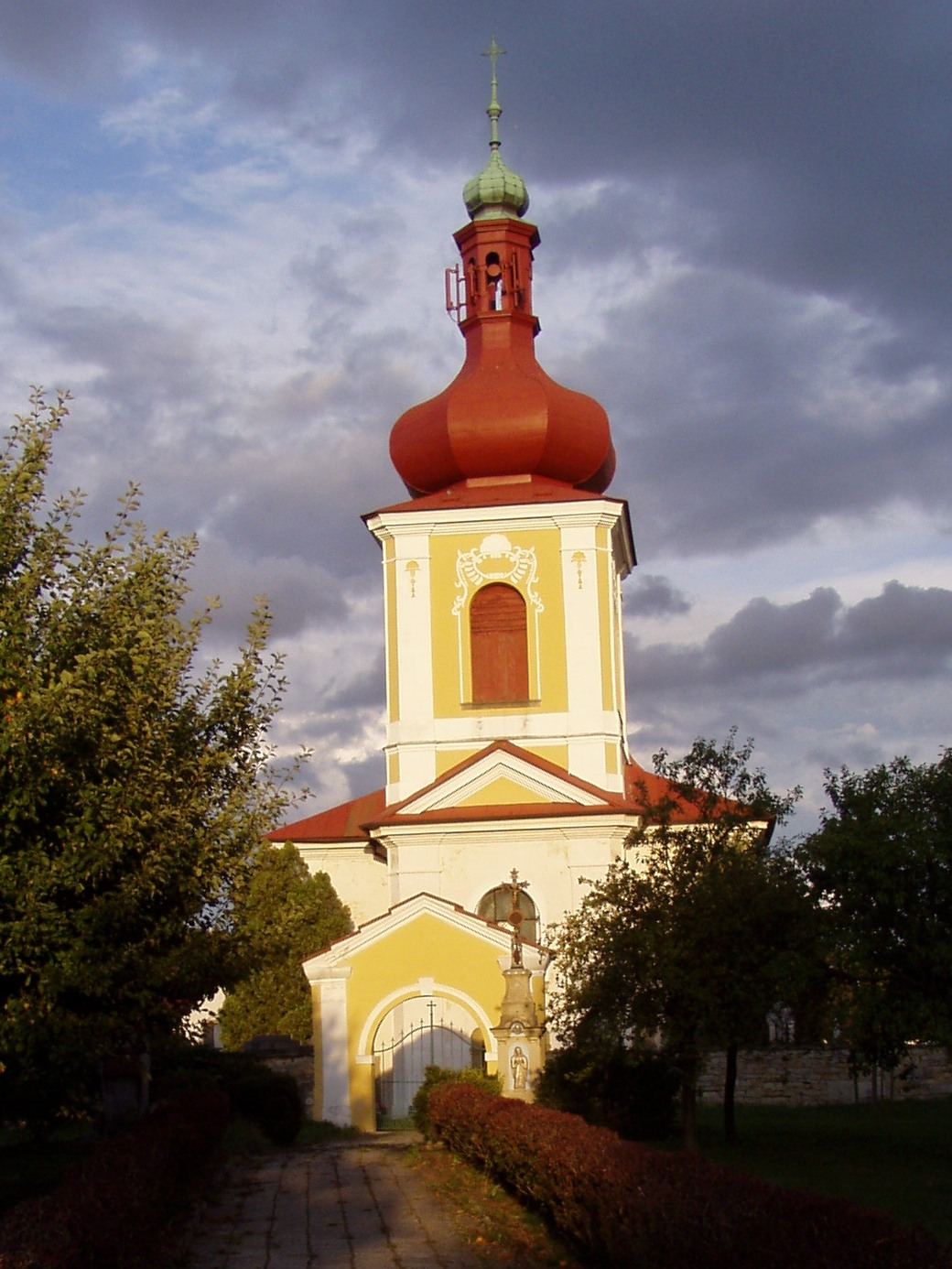
Kostel sv. Vavřince
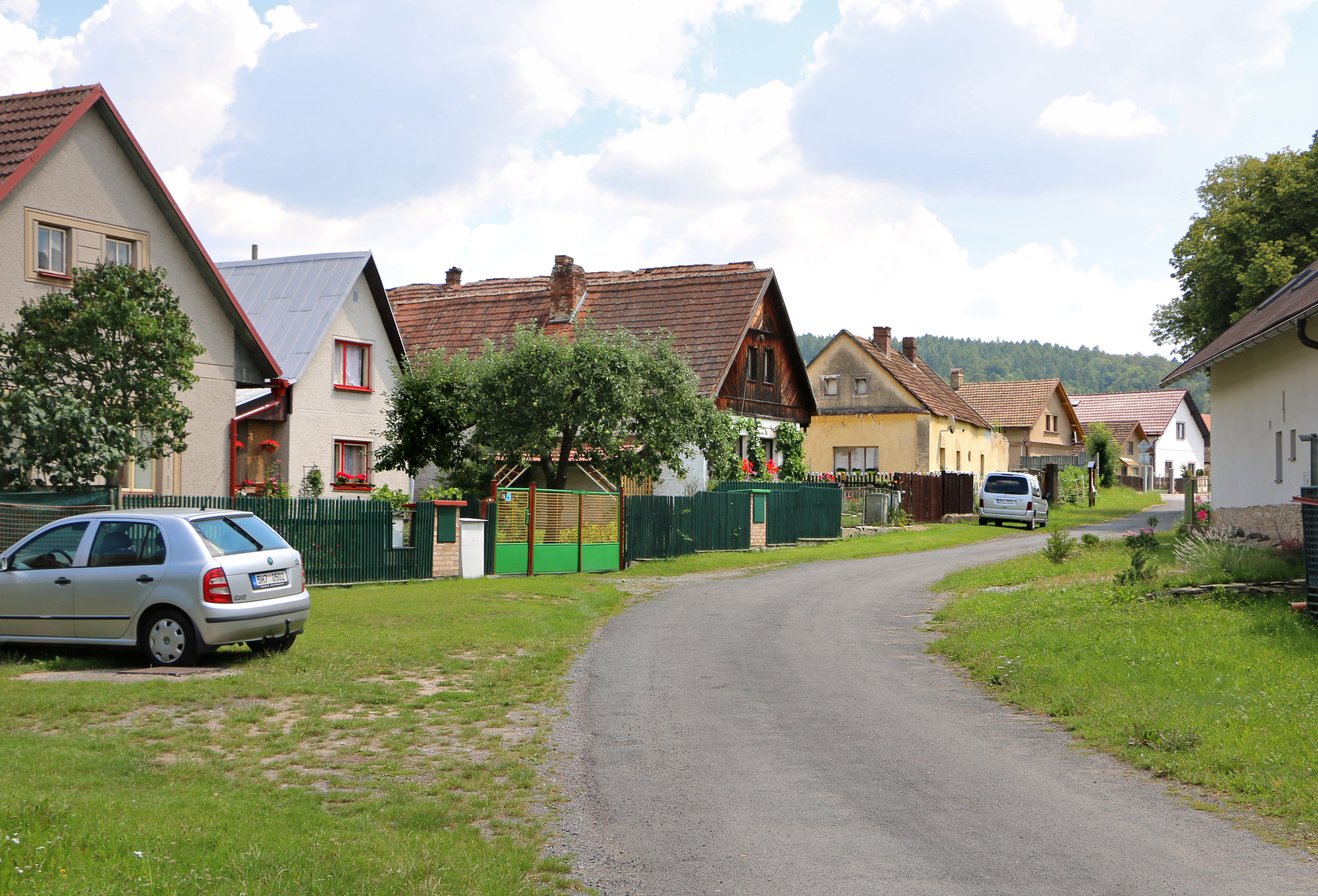
Chalupy u návsi
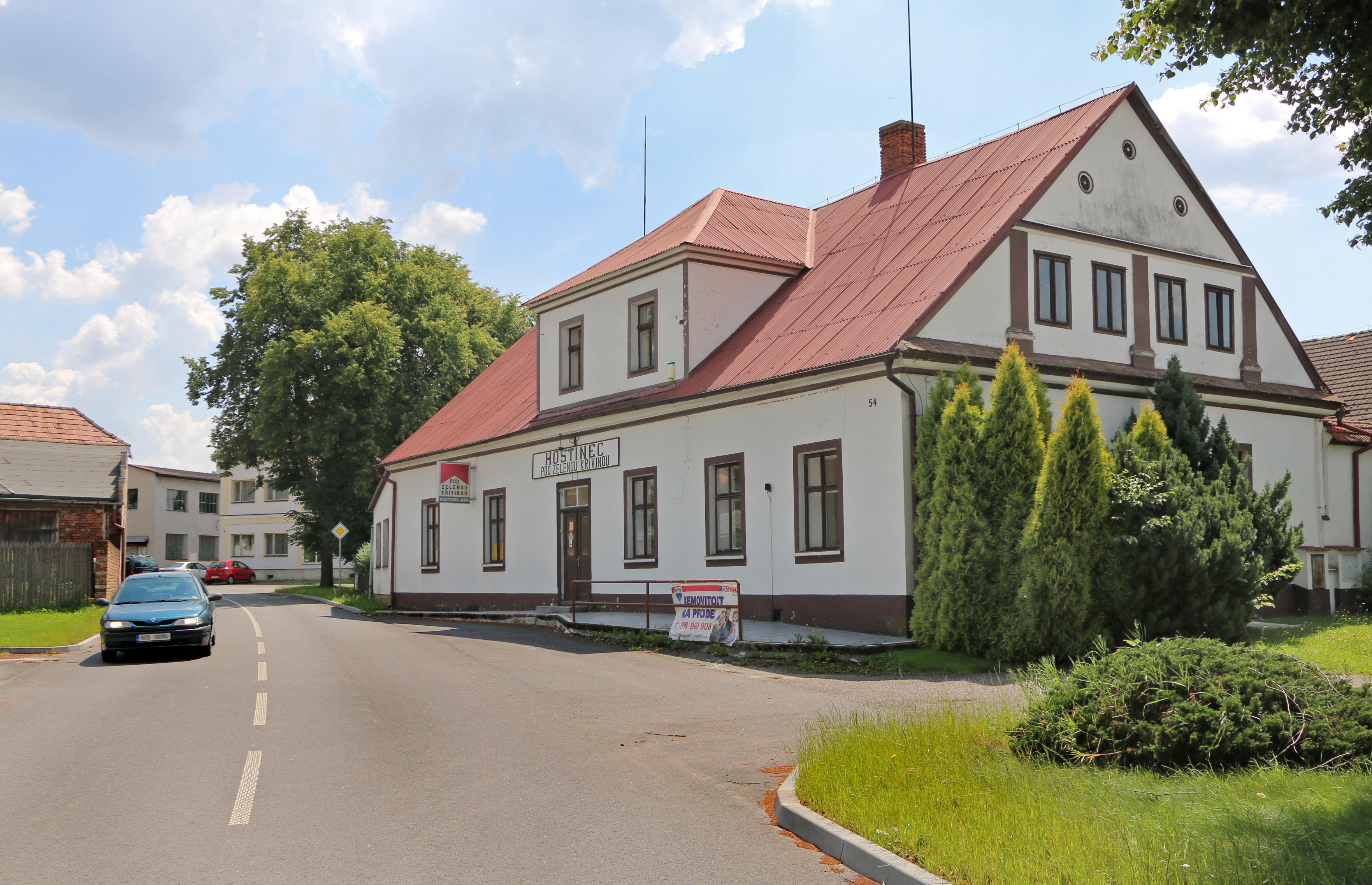
Hospoda
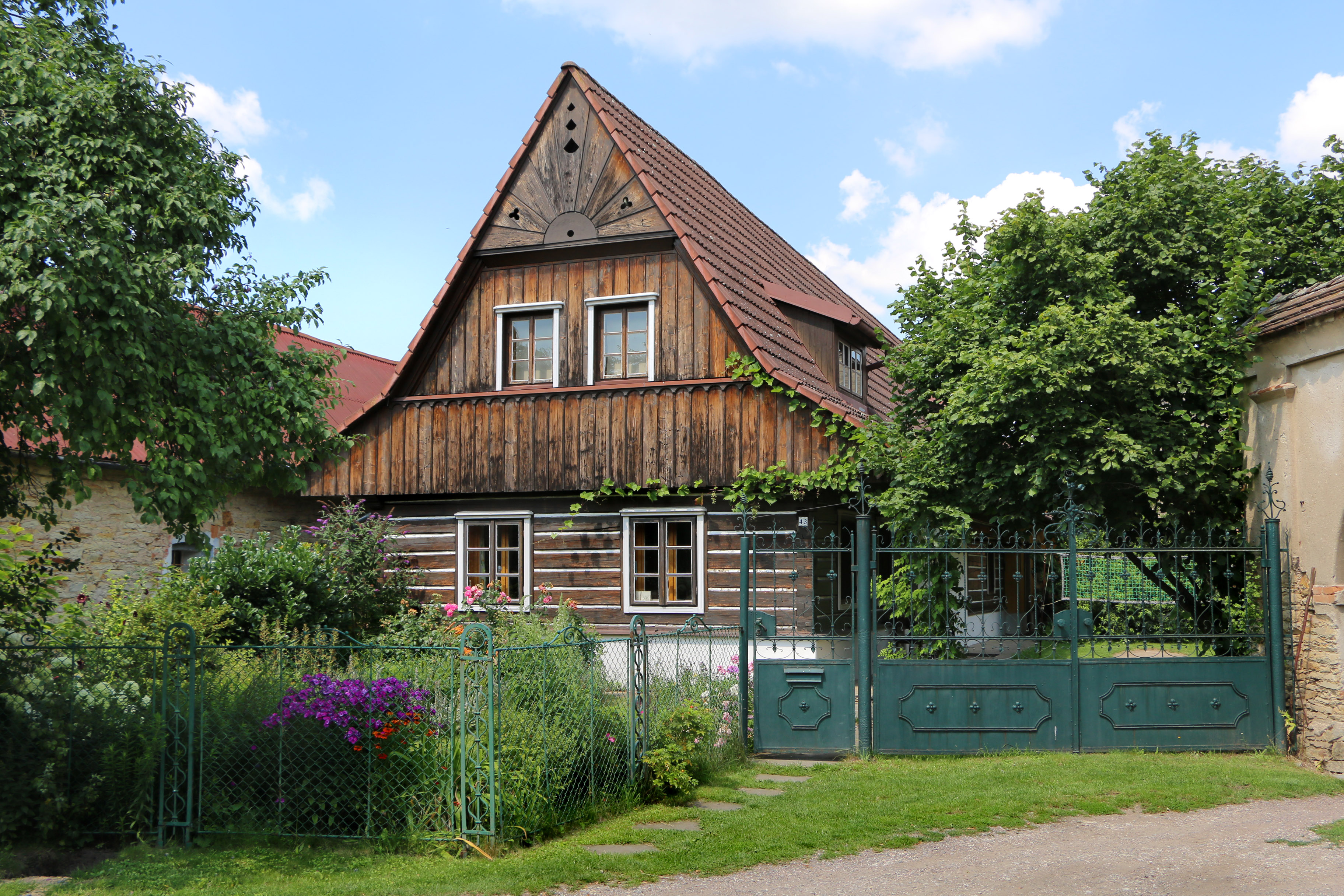
Chalupa čp. 43